# Lima Cricket and Football Club
El Lima Cricket and Football Club és un club de esportiu peruà de la ciutat de Lima.

## Història

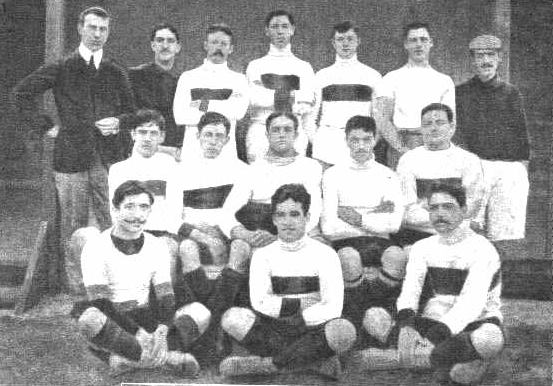
Equip el 1912.

És un dels clubs esportius més antics de Sud-amèrica, fundat el 1859 amb el nom Lima Cricket Club, per immigrants britànics.
El club canvià el nom diverses vegades:
- 1865 Lima Cricket and Lawn Tennis Club[3]
- 1906 Lima Cricket and Football Club[2][4] Lima Cricket went on to inspire future football clubs in Peru, such as Union Cricket.[4]

És la seu de la Federació Peruana de Criquet, i organitza nombroses competicions d'aquest esport.

## Palmarès
- Lliga peruana de futbol:[6]
  - 1912, 1914

- Liga Distrital de San Isidro: 
  - 2007, 2008, 2012, 2016